# Праса-ду-Комерсиу
Торговая площадь (порт. Praça do Comércio) — площадь в Лиссабоне, Португалия. Также известна как Дворцовая площадь, так как находится на месте дворца Рибейра, разрушенного в 1755 году землетрясением. После землетрясения площадь была полностью реконструирована.

## История
Появление городского поселения на берегу реки Тежу связано с деятельностью короля Мануэла I, который построил новую королевскую резиденцию (дворец Рибейра) около реки, за пределами городских стен. Область получила дальнейшее развитие в связи со строительством порта, верфи, Дома Индии и других административных зданий, регулирующих торговлю между Португалией, другими частями Европы, а также колониями в Африке, Азии и Америке.
2 ноября 1755 года, во время правления Жозе I Лиссабонское землетрясение и последовавшие за ним цунами и пожар уничтожили большую часть Лиссабона, включая дворец Рибейра и другие строения на реке Тежу. Восстановление города Жозе I поручил своему премьер-министру Себастьяну Помбалу, который отстроил площадь в духе эпохи Просвещения. Королевский дворец не был восстановлен, а сама площадь получила правильную, симметричную форму.
Площадь была названа Торговой, это определяло её новые функции в экономике Лиссабона. Симметричные здания на площади были заполнены государственными бюро, регулировавшими таможенные вопросы и деятельность порта. Основной достопримечательностью стала статуя короля Жозе I в центре площади, торжественно открытая в 1775 году. Этот бронзовый памятник, единственный посвященный королю Лиссабона, спроектировал Жоаким Машаду де Каштру, известный португальский скульптор того времени.
1 февраля 1908 года площадь стала местом Португальского цареубийства — убийства Карлуша I, предпоследнего короля Португалии. Путь короля из Вила-Висоза в королевский дворец лежал через Торговую площадь. Когда 1 февраля карета, в которой находился король и его семья, въехала на площадь, из толпы раздались выстрелы. Король погиб на месте, его наследник Луиш Филипе был смертельно ранен, а принц Мануэл, будущий король Мануэл II, был ранен в руку. Убийцы Алфреду Кошта и Мануэл Буиса были застрелены на месте сотрудниками охраны, а позже были опознаны как члены Республиканской партии, которая спустя два года свергла португальскую монархию.